# Agneta Stark
Agneta Stark (9 de febrero de 1946) es una economista sueca. Fue vicerrectora de la Universidad de Dalarna entre 2004 y 2010. Anteriormente, fue presidenta de la Asociación Internacional de Economía Feminista (IAFFE) (2012-2013) y vicepresidenta de la Asociación Sueca de Educación Superior.
Las principales áreas de investigación que cubre son la teoría económica, la teoría contable y, también, el género y el cambio económico.

## Educación
Stark se licenció en Economía en la Escuela de economía de Estocolmo. También obtuvo una Maestría en Leyes y un doctorado en Administración de Empresas por la Universidad de Estocolmo.

## Reconocimientos
En 2004, la Universidad de Karlstad concedió a Agneta Stark el doctorado honoris causa.